# Brent McKinlay
Brent McKinlay (1977) è un ex sciatore alpino canadese.

## Biografia
McKinlay, slalomista puro, ai Mondiali juniores di Hoch-Ybrig 1996 vinse la medaglia di bronzo; in Nor-Am Cup prese per l'ultima volta il via il 12 marzo 1999 a Georgian Peaks, quando ottenne il miglior piazzamento in carriera (4º). Si ritirò al termine di quella stessa stagione 1998-1999 e la sua ultima gara fu uno slalom gigante FIS disputato il 12 aprile a Mont-Sainte-Anne; non debuttò in Coppa del Mondo né prese parte a rassegne olimpiche o iridate.

## Palmarès

### Mondiali juniores
- 1 medaglia:
  - 1 bronzo (slalom speciale a Hoch-Ybrig 1996)

### Campionati canadesi
- 1 medaglia (dati dalla stagione 1994-1995):
  - 1 bronzo (slalom speciale nel 1997)